# Salaire en France
Le salaire en France est une somme d'argent versée à un employé ou à un salarié qui en échange fournit un travail en France. Le montant du salaire versé dépend du contrat de travail, des augmentations de salaires successives et la règlementation : le Code du travail.

## Définitions

### Salaire brut et salaire net
Dans la législation française, une partie du salaire est touchée directement par le salarié, une autre partie est consacrée aux systèmes de sécurité sociale, qui sont essentiellement l'épargne retraite, l'assurance chômage et l'assurance maladie. 
De façon plus détaillée, il existe aussi des cotisations maternité, veuvage, prévoyance (maladies longues), accidents du travail, etc., destinées à alimenter des caisses (établissements publics, privés, ou mixtes) qui se chargent de redistribuer les indemnités selon les besoins des travailleurs concernés par un accident, une maternité, l'âge de la retraite, etc. 
Le salaire brut est le salaire avant soustraction de ces taxes. Le salaire net est le salaire après soustraction. On appelle aussi salaire différé l'ensemble de ces cotisations sociales. On appelle aussi retenues ces cotisations. 
Ces cotisations sociales donnent l'illusion d'une répartition des cotisations entre l'employeur et le salarié. En réalité ces cotisations sont toutes salariales (puisqu’elles sont calculées en proportion du salaire et font partie du coût salarial pour l’employeur). L'employeur ne les verse qu'en contrepartie d'un travail.
Ces cotisations sont divisées en parts patronales et parts salariales. Les cotisations salariales sont retenues sur le salaire brut, et le montant des cotisations patronales vient en plus du salaire brut, proportionnellement au salaire. À l'origine, en France, en 1945, ces cotisations étaient appelées « sociales », et destinées à alimenter les caisses de la sécurité sociale.
Cotisations sociales habituelles :
- Assurance chômage
- Allocations familiales
- Assurance maladie, maternité, invalidité, décès
- Accidents du travail
- Assurance vieillesse
- Assurance veuvage
- APEC (pour les cadres)
- CSG (Contribution Sociale Généralisée)
- CRDS (Contribution pour le Remboursement de la Dette Sociale)
- FNAL (aide au logement)
- Retraite complémentaire
- Taxe d'apprentissage et de formation professionnelle

Le salaire net est généralement inférieur de 20 à 30 % par rapport au salaire brut. Plusieurs convertisseurs en ligne, vous permettent de calculer votre salaire net, à partir de votre brut, de manière approximative.

### Salaire chargé
On parle de salaire chargé pour définir le coût total salarial d'un employé pour son entreprise. Au salaire brut s'ajoutent donc les taxes et cotisations sociales patronales prises en charge par l'employeur...

### Le SMIC
En France, environ 15 % des salariés sont payés au salaire minimum, le SMIC, ce qui constitue une proportion supérieure par rapport aux autres pays. 

### Cotisations sociales volontaires
Certaines cotisations sociales sont obligatoires et fixées par l'État, les organismes sociaux ou les accords collectifs. À ces cotisations sociales obligatoires viennent parfois s'ajouter des cotisations sociales volontaires déterminées par l'employeur ou par des accords. Ces charges volontaires peuvent s'imputer sur la part salariale et/ou patronale. 
On peut citer pour exemple :
- participation patronale à une mutuelle complémentaire au-delà de l'obligation légale ou conventionnelle,
- avantages en nature,
- épargne salariale et abondements sur cette épargne,

Il convient donc selon les cas de vérifier, quand on parle de salaire chargé, si celui-ci comprend ou non des cotisations sociales volontaires.
| Salaire chargé | Salaire chargé                              | Salaire chargé                               | Salaire chargé                              | Salaire chargé                             |
| salaire brut   | salaire brut                                | salaire brut                                 | cotisations sociales employeur              | cotisations sociales employeur             |
| -------------- | ------------------------------------------- | -------------------------------------------- | ------------------------------------------- | ------------------------------------------ |
| salaire net    | salaire net                                 | prélèvements obligatoires                    | prélèvements obligatoires                   | cotisations sociales employeur volontaires |
| net à payer    | cotisations sociales salariales volontaires | cotisations sociales salariales obligatoires | cotisations sociales employeur obligatoires | cotisations sociales employeur volontaires |

### Revenu salarial
Le revenu salarial, pour l'Insee, correspond à la somme de tous les salaires perçus par un individu au cours d'une année donnée, nets de toutes cotisations sociales, y compris CSG et CRDS.
Le revenu salarial intègre une partie du risque lié au non-emploi. Ainsi, la hausse du salaire horaire depuis le début des années 1980 n'a pas été accompagnée d'une hausse du revenu salarial annuel en euros constants en raison du développement du travail à temps partiel et de la diminution du nombre moyen de jours rémunérés dans l’année.

### Salaires médian et moyen
Le salaire médian est la médiane des salaires, en général calculée pour un équivalent temps plein (EQTP). Le salaire moyen est la moyenne des salaires, en général calculée pour un équivalent temps plein. Ce sont deux indicateurs statistiques.
Le salaire médian, ou plus précisément le revenu médian, sert notamment à définir le seuil de pauvreté relative.
| Année | Net médian | Brut moyen | Net moyen |
| ----- | ---------- | ---------- | --------- |
| 2013  | 1 772 EUR  | 2 912 EUR  | 2 202 EUR |

| Année | Médian (EUR) | Moyen (EUR) |
| ----- | ------------ | ----------- |
| 2015  | 21 309       | 26 634      |
| 2014  | 21 147       | 26 327      |
| 2013  | 21 017       | 26 059      |
| 2012  | 20 556       | 25 507      |
| 2011  | 20 278       | 25 126      |
| 2010  | 19 806       | 24 518      |
| 2009  | 19 447       | 24 033      |
| 2008  | 19 049       | 23 718      |
| 2007  | 18 420       | 23 009      |
| 2006  | 17 943       | 22 302      |
| 2005  | 17 647       | 21 900      |
| 2004  | 17 162       | 21 293      |
| 2003  | 16 837       | 20 822      |
| 2002  | 16 478       | 20 392      |
| 2001  | 16 071       | 19 970      |
| 2000  | 15 735       | 19 516      |
| 1999  | 15 515       | 19 115      |
| 1998  | 15 319       | 18 726      |
| 1997  | 15 062       | 18 439      |
| 1996  | 14 783       | 18 109      |
| 1995  | 14 533       | 17 928      |

## Applications et limites

### Paiement du salaire
Le paiement du salaire comme contrepartie d'un travail est une notion importante protégée par le droit français.
Le paiement doit être exclusivement payé en espèces, par chèque ou par virement. Le paiement en espèce n'est possible que pour les salaires inférieurs à un seuil fixé par décret ; cette somme est de 1 500 EUR en 2018,.
La jurisprudence impose que le salaire soit effectivement payé, et ne puisse pas être transformé en actions ou en parts sociales de la société employeur, qui, elles, contrairement à un paiement ferme et définitif, présentent une part aléatoire de risque (par exemple risque de défaillance de la société).

### Salaires Hommes Femmes
En 2016 le site d'offres d'emplois Glassdoor établit qu'à poste égal la différence de salaires entre femmes et hommes est quasiment nulle (0,4 %) lorsqu'aucun enfant n'est présent dans la cellule familiale. En revanche, les femmes qui ont eu au moins un enfant gagnent 12,4 % de moins que les hommes.
En 2012 l'OCDE établit qu'en France la différence de salaires entre femmes et hommes était quasiment nulle lorsqu'aucun enfant n'était présent dans la famille, et ce pour la tranche d'âge 25-44 ans occupant un temps plein. La différence s'établissait alors à 13 % en défaveur des femmes-mères par rapport aux hommes-pères lorsqu'un ou plusieurs enfants étaient présents dans le foyer. Cette différence aurait été de 9,5 % en 2000[réf. souhaitée]
En mars 2012, l’Insee publie une étude intitulée « Regards sur la parité », qui révèle un écart marqué pour le salaire général moyen, quoique cet écart soit légèrement en baisse (passant de 29 % en 1991 à 25 % en 2009). L'étude explique qu'une « partie de cet écart vient de ce que les femmes occupent des postes moins qualifiés ou situés dans des secteurs moins rémunérateurs ; une autre partie s’explique par le fait qu’elles s’arrêtent plus souvent momentanément de travailler et accumulent ainsi moins d’expérience sur le marché du travail ». Le rapport note cependant que « ces facteurs n’expliquent pas tout : un écart résiduel de salaire demeure, après prise en compte de ces différences de trajectoires d’emploi. La discrimination à l’égard des femmes peut aussi s’observer dans les postes auxquels elles accèdent et les responsabilités qu’elles se voient confier ». À noter également que dans une étude similaire publiée en février 2008, l'Insee notait un écart de salaire plus marqué dans le secteur privé (23 %) que dans le secteur public (14 à 16 %) pour l'année 2005.
Dans une étude plus récente (« Femmes et Hommes : une lente décrue des inégalités », mars 2022), l'Insee remarque toujours qu'une fois mises de côté les différences structurelles (différence de volume de temps de travail, différence de postes...), un écart salarial résiduel non expliqué persiste toujours (5,3 % dans le secteur privé en 2017, écart «  qui peut être le reflet d’une ségrégation professionnelle à un niveau plus fin que le secteur d’activité ou la catégorie socioprofessionnelle »).
En mars 2021, l'Apec publie une étude intitulée « Inégalités femmes-hommes chez les cadres », qui établit pour l'année 2019 une différence notable du salaire médian brut entre les cadres homme (52 000€) et les cadres femmes (46 000 €) – soit une différence de 13%, qui ne montre pas de signe d'amélioration sur la période 2015-2019. Ici aussi, le rapport explique en partie cet écart de salaire « par des différences de profil et d’emploi occupé. Avec un accès au statut de cadre plus récent, les femmes cadres sont en moyenne plus jeunes et donc moins expérimentées que les hommes cadres. Or, le nombre d’années d’expérience constitue un facteur déterminant de la rémunération. D’autres effets structurels comme les différences de métiers occupés, de secteurs d’activité et de responsabilités hiérarchiques contribuent ». Néanmoins, une fois ces effets structurels écartés, le rapport pointe qu'il reste toujours un écart de rémunération "non expliqué" de 7%, qui se marque davantage avec l'âge (4 % en début de carrière, 12% chez les cadres de 55 ans et plus). Le rapport note qu'un «  effet générationnel semble toutefois s’amorcer. Ces dernières années, les écarts se sont légèrement résorbés pour les catégories les plus jeunes ».

#### Des sanctions en 2010
Selon une enquête de l’Orse, en 2006 seuls 401 accords d’entreprise sur 24 000 signés traitaient en partie de la parité salariale. [réf. souhaitée]
Et même si les grands groupes sont globalement plus motivés que les autres entreprises, seules un peu plus de la moitié des sociétés du CAC 40 ont conclu un accord en ce sens. Les lois antérieures ayant montré leurs limites, le gouvernement a décidé à l’issue de la Conférence sur l’égalité professionnelle du 26 novembre 2007 de mettre en place un système plus coercitif. Au programme, l’application dès le 1er janvier 2010 de sanctions pécuniaires « dissuasives » à toutes les entreprises qui n’auront pas ouvert la discussion sur le rattrapage salarial en faveur des femmes. [réf. souhaitée]
Si aucune précision n’a pour l’instant été donnée sur l’ampleur de la dissuasion envisagée, on peut supposer que ces deux nouvelles études ne manqueront pas de rappeler au gouvernement que même si l’écart tend à se résorber, il est encore considérable.[réf. souhaitée]

## Compléments de salaires
Selon la cour des comptes, en 2024, constituent un complément de salaire:
- les aides directes aux salariés: titres-restaurant, chèques vacances, aides culturelles et sportives, chèque emploi service universel, remboursement des frais de transport domicile-travail
- Indemnités de rupture du contrat de travail: licenciement, rupture conventionnelle, mise à la retraite d’office
- Partage de la valeur en entreprise:
  - dont participation financière et actionnariat salarié
  - prime de partage de la valeur (PPV)
- Protection sociale complémentaire en entreprise:  complémentaire de santé (obligatoire), contrat de prévoyance ou contrat de retraite supplémentaire type plan d’épargne retraite collectif (facultatif)
- Heures supplémentaires